# Форт-Вашингтон-авеню
Форт-Вашингтон авеню (англ. Fort Washington Avenue) — головна вулиця з півночі на південь у районі Вашингтон-Гайтс на Мангеттені. Пролягає від парку Форт-Тріон до 159-ї стріт, де перетинається з Бродвеєм. Проходить повз парк-Беннетт, найвищу природну точку Мангеттена. Відомі мешканці Форт-Вашингтон-авеню включають докторів Генрі Кіссінджера і Рут Вестхаймер. Також тут знімався телесеріал «Доктор Рут».

## Транспортне сполучення
Лінія восьмої авеню IND Нью-йоркського метрополітену проходить під Форт-Вашингтон авеню, зупиняючись на станціях 175-та стріт, 181-ша стріт і 190-та стріт. По проспекту курсують автобуси M4 і M98.